# 108 Aquarii
108 Aquarii (i³ Aquarii) é uma estrela binária na direção da Aquarius. Possui uma ascensão reta de 23h 51 m 21.32s e uma declinação de −18° 54′ 33.0″. Sua magnitude aparente é igual a 5.17. Considerando sua distância de 321 anos-luz em relação à Terra, sua magnitude absoluta é igual a 0.20. Pertence à classe espectral Ap Si.